# Alanyaspor
Alanyaspor, är en professionell fotbollsklubb baserad i Alanya, Antalyaprovinsen, Turkiet som spelar i Süper Lig. Klubben grundades 1948 och spelar sina hemmamatcher på Bahçeşehir Okulları Stadium.

## Spelare

### Spelartrupp
| Nr | Land           | Pos | Namn             |
| -- | -------------- | --- | ---------------- |
| 6  | Turkiet        | MF  | Ceyhun Gülselam  |
| 7  | Turkiet        | MF  | Efecan Karaca    |
| 8  | Turkiet        | MF  | Salih Uçan       |
| 9  | Senegal        | A   | Papiss Cissé     |
| 10 | Chile          | A   | Júnior Fernándes |
| 11 | Grekland       | A   | Tasos Bakasetas  |
| 12 | Turkiet        | MV  | Cenk Gönen       |
| 14 | Brasilien      | F   | Baiano           |
| 17 | Turkiet        | F   | Kaan Kanak       |
| 19 | Turkiet        | A   | Mustafa Pektemek |
| 21 | Kongo-Kinshasa | F   | Fabrice N'Sakala |
| 23 | Brasilien      | F   | Welinton         |
| 24 | Spanien        | F   | Juanfran         |

| Nr | Land     | Pos | Namn                             |
| -- | -------- | --- | -------------------------------- |
| 25 | Turkiet  | MF  | Onur Bulut                       |
| 26 | Grekland | MF  | Manolis Siopis                   |
| 27 | Turkiet  | MF  | Umut Güneş                       |
| 28 | Portugal | MV  | Marafona                         |
| 30 | Angola   | A   | Djalma                           |
| 31 | Grekland | F   | Giorgos Tzavellas                |
| 34 | Turkiet  | MV  | Eray Birniçan                    |
| 35 | Turkiet  | MF  | Musa Çağıran                     |
| 44 | England  | F   | Steven Caulker                   |
| 53 | Turkiet  | F   | Lokman Gör                       |
| 77 | Turkiet  | MF  | Emircan Altıntaş                 |
| 97 | Turkiet  | MV  | İsmail Ünal                      |
| 99 | Marocko  | A   | Yacine Bammou (lån från SM Caen) |

### Pensionerade nummer
90 –  Josef Šural, Anfallare, 2019